# Clitoria snethlageae
Clitoria snethlageae är en ärtväxtart som beskrevs av Adolpho Ducke. Clitoria snethlageae ingår i släktet Clitoria, och familjen ärtväxter. Inga underarter finns listade i Catalogue of Life.